# Fabio Duarte
Pour les articles homonymes, voir Duarte.
Duarte  Arévalo est un nom espagnol. Le premier nom de famille, en général paternel, est Duarte ; le second, en général maternel, souvent omis, est Arévalo.
Fabio Andrés Duarte Arévalo (né le 11 juin 1986 à Facatativá, dans le département de Cundinamarca en Colombie) est un coureur cycliste colombien, membre de l'équipe continentale Medellín.

## Repères biographiques
Il devient le premier champion du monde de cyclisme sur route colombien en 2008, en gagnant la course en ligne chez les espoirs.
Lors de la saison 2011, il participe pour la première fois à un grand tour, en prenant le départ du Tour d'Italie. Il s'illustre lors de la cinquième étape, où il termine second devant son compatriote José Serpa. Mais il doit abandonner trois jours après lors de la huitième étape. Après 50 kilomètres, Duarte met pied à terre, son genou gauche le faisant trop souffrir. Il avait chuté quelques kilomètres avant la chute fatale de Wouter Weylandt, lors de la troisième étape. Le traumatisme avait provoqué une forte concentration de liquide synovial dans le genou, entraînant une douleur intense. La veille de son abandon, il avait perdu un quart d'heure sur le vainqueur d'étape.

### Saison 2012
Il participe au projet insufflé par le ministre des sports colombien, Jairo Clopatofsky. Il devient le leader de la nouvelle équipe professionnelle Colombia - Coldeportes. Il s'installe avec ses coéquipiers à Brescia, pour disputer la saison cycliste européenne. Mais le mauvais temps que la formation trouve dans le nord de l'Italie, en début d'année, et les problèmes de visa pour pouvoir y résider perturbent la préparation de la nouvelle saison. 
Ainsi, il faut attendre début avril pour voir Duarte, peser sur une course qu'il dispute. Lors de la Flèche brabançonne, Thomas Voeckler s'échappe à 35 km de l'arrivée, pour ne plus être rejoint. Derrière se forme une contre-attaque de huit hommes, Duarte sort du peloton et la rejoint à la faveur d'une montée pavée. À 4 km, il fausse compagnie au petit groupe, en quête de la deuxième place, mais il est rejoint et dépassé dans les 200 derniers mètres, pour finalement terminer quatrième. 
Le dimanche suivant, il participe au Tour des Apennins. À la suite du dernier col, il se retrouve en compagnie d'une vingtaine d'hommes qui vont se disputer la victoire. Mais l'absence de la moindre difficulté dans les vingt derniers kilomètres, l'empêche de tenter quoi que ce soit face à la sur-représentation des Androni Giocattoli et des Colnago qui préparent le sprint pour un équipier. Fabio Felline est le plus rapide et lui termine onzième.
Puis sa formation dispute la Flèche wallonne, le 18 avril. Fabio Duarte fait partie du peloton, qui se dispute la victoire, au pied du Mur de Huy. Premier de son équipe, il termine 32e à 31 secondes du vainqueur Joaquim Rodríguez.
Quatre jours plus tard, il est au départ du Tour de Turquie 2012. Lors de la troisième étape qui se termine en altitude, il termine à plus de sept minutes du vainqueur de l'étape puis du classement général, Ivaïlo Gabrovski. Et malgré de nombreuses tentatives d'échappée, les étapes suivantes, il finit premier de son équipe mais seulement au 24e rang final.
Après quatre mois passés en Europe, Duarte retourne en Colombie, où il confie au site internet de la fédération colombienne de cyclisme, que l'adaptation fut difficile. L'éloignement des proches, l'entraînement au niveau de la mer, l'adaptation à de nouvelles coutumes furent durs à supporter pour lui. Il ajoute que les résultats de Darwin Atapuma (vainqueur d'une étape au Tour du Trentin) et de Carlos Quintero (meilleur grimpeur des Quatre Jours de Dunkerque 2012) leur donnent confiance. Ainsi, la formation s'aligne au Tour de Californie avec l'intention de le remporter. Sur un plan personnel, Fabio Duarte espère pouvoir disputer le Tour de Colombie.
Lors des quatre premières étapes de la course californienne, toutes remportées par Peter Sagan, Fabio Duarte réussit à rester dans le peloton chaque jour. Bien qu'il perde 2 min 01 s sur le vainqueur David Zabriskie, dans le contre-la-montre du cinquième jour, il intègre le Top 20 provisoire. Le sixième jour, il arrive avec le peloton des favoris. L'avant-dernière étape, étape-reine arrivant en altitude, voit son coéquipier Darwin Atapuma prendre place dans l'échappée matinale et s'isoler dans l'ascension finale, seul Robert Gesink réussit à le rattraper (et le battre). Ne pouvant répondre à l'attaque du Néerlandais, Duarte réussit, toutefois, à reprendre un à un nombre de coureurs, pour finir troisième à quatorze secondes du vainqueur. Il se replace, ainsi, au cinquième rang du classement général. Cette place acquise n'est pas remise en cause, le lendemain par la dernière étape.
Quelques jours après être rentré en Colombie, il part de chez lui pour rejoindre Juan Pablo Forero et Esteban Chaves, pour s'entraîner. Il est victime d'un accident de la circulation. Une voiture le percute par derrière et il se retrouve au sol, touché à une jambe. Heureusement, sans gravité, seule la roue arrière de son vélo a dû être changée.
Après plusieurs semaines d'attente, sa formation obtient l'autorisation de disputer le Tour de Colombie. Bien qu'issue du même projet, les dirigeants ont dû expliquer que Colombia-Coldeportes est totalement indépendante de l'équipe Colombia - Comcel. L'arbitrage de l'UCI avait été demandé pour éviter toutes contestations ou situations conflictuelles. Fabio Duarte est le premier leader de son tour national, en s’imposant dans le prologue. Il réalise un temps inférieur de 73 centièmes, à celui réalisé par le vainqueur sortant, Félix Cárdenas. Ne disputant pas les bonifications à ses adversaires, il perd la tête du classement général, dès le lendemain, mais reste, néanmoins, deuxième de l'épreuve jusqu'au matin de la sixième étape. Lors de celle-ci, tout comme Cárdenas, il perd un peu de temps sur une échappée et se retrouve cinquième à 58 secondes de la tête du classement provisoire. C'est dans la neuvième étape que Fabio Duarte perd toute chance de remporter la Vuelta, en concédant près de trois minutes trente au vainqueur d'étape, Fernando Camargo et surtout, plus de trois minutes à Félix Cárdenas. Il cède dans la montée finale vers Manizales et laisse le leadership de sa formation à Darwin Atapuma. Le lendemain dans l'alto de Minas, col mythique du tour de Colombie, Fabio Duarte fait meilleur figure et passe en tête au sommet. Il s'échappe mais ne peut résister au retour d'une dizaine de coureurs, à cinq kilomètres de l'arrivée. Puis dimanche 24 juin, Duarte se classe sixième du contre-la-montre en côte qui clôt le Tour de Colombie 2012. Il termine finalement douzième au classement général.
À la fin du mois de juin, la fédération colombienne de cyclisme communique les noms des trois coureurs qui représenteront la Colombie aux Jeux de Londres. Fabio Duarte est choisi pour disputer la course en ligne et le contre-la-montre. Duarte se dit reconnaissant qu'on lui ait confié une si grande responsabilité. Bien que bon nombre d'observateurs pronostique une course pour sprinteurs, il déclare qu'ils sont déterminés à laisser leur empreinte sur la course. Son directeur sportif, Claudio Corti exprime sa fierté qu'un coureur du projet soit sélectionné pour participer à l'évènement sportif le plus important au monde, donnant, aussi, une certaine crédibilité au travail accompli, depuis le début de l'année.  

### Saison 2013
Duarte et son équipe Colombia ont pour objectif de participer au Tour d'Italie et y éventuellement jouer les victoires d'étapes, le premier grand tour pour cette formation. Il s'illustre à partir de la troisième semaine en finissant cinquième lors de la quinzième étape arrivant au col du Galibier et deuxième de la vingtième étape, au sommet des Tre Cime di Lavaredo derrière Vincenzo Nibali, futur vainqueur de l'épreuve.

### Saisons 2014 - 2015
Il commence sa campagne de course par le Critérium international qu'il achève à la dixième position. Continuant sa préparation pour le Tour d'Italie, il court le montagneux Tour du Trentin et occupe finalement le quatrième rang.
Propulsé leader pour le Giro, il n'arrive d'abord pas à jouer les premiers roles en montagne jusqu'à la 15e étape arrivant au sommet du Montecampione, où il termine deuxième avec les favoris à une vingtaine de secondes de Fabio Aru. Échappé lors de la 18e étape, il échoue une nouvelle fois en tant que second derrière son compatriote Julián Arredondo.

### Saisons 2016 - 2017
Après la disparition de l'équipe Colombia, Fabio Duarte rentre disputer les épreuves du calendrier national colombien avec la formation de ses débuts professionnelles, l'équipe EPM-Tigo-Une-Área Metropolitana. De nouveau motivé, il revient avec la ferme intention de mettre un terme à quatre ans sans victoire. Il a pour objectif de bien figurer dans les deux épreuves les plus importantes en Colombie, le Tour national et le Clásico RCN.
Dès le mois de février, Duarte remporte le contre-la-montre par équipes des championnats de Colombie. Puis tout en terminant deuxième, il aide l'autre leader de l'équipe, Óscar Sevilla à gagner la Vuelta al Valle. En avril, non seulement il s'impose dans la Cronoescalada Las Palmas, organisée à Medellín, mais aussi il domine la concurrence dans la Clásica de Fusagasugá. Cependant, Fabio ne parvient pas (ni à aider Sevilla) à remporter le Tour de Colombie échouant à la quatrième place. L'été le voit monter sur le podium de la Clásica de El Carmen de Viboral et surtout s'imposer dans trois étapes et dans le classement général de la Clásica de Marinilla. En janvier 2017, il se dit satisfait de sa saison. Car il a pu s'adapter aux montées particulièrement longues des parcours colombiens et s'améliorer dans les contre-la-montre. Il s'est senti au mieux de sa forme lors du Tour de Colombie.
À la suite du départ d'Óscar Sevilla, Fabio Duarte (en compagnie de Juan Pablo Suárez) devient le nouveau chef de file de sa formation, ce qui le rend fier et particulièrement motivé. Dans un premier temps, il a pour objectif des championnats réussis puis arriver à 100 % de ses possibilités au Tour de Colombie sans négliger les courses par étapes du printemps.
Après des championnats qu'il achève au-delà de la dixième place, début avril, Duarte termine coup sur coup deuxième de deux courses à étapes du calendrier national colombien (la Vuelta al Valle et la Clásica de Anapoima). Puis en mai, le coureur conserve son titre à la Clásica de Marinilla. À quinze jours du départ du Tour de Colombie, Duarte gagne les deux étapes contre-la-montre et le classement général de la Clásica de Girardot. Par contre dans son Tour national, malgré son statut de favori et la victoire dans le contre-la-montre par équipes inaugural, Fabio Duarte ne termine pas aux avant-postes. À l'automne, lors du Clásico RCN, il permet à son coéquipier Juan Pablo Suárez de l'emporter, tout en terminant dans le top ten, grâce au contre-la-montre de clôture.

## Palmarès
| - 2003 - Champion de Colombie de poursuite juniors - 3e du championnat de Colombie de l'américaine juniors - 2005 - Tour de Colombie espoirs : - Classement général - Prologue, 3e et 4e (contre-la-montre) étapes - 2006 - Champion de Colombie du contre-la-montre espoirs - Clásica de Anapoima : - Classement général - 1re et 2e (contre-la-montre) étapes - Tour de Colombie espoirs : - Classement général - Prologue, 1re et 5e (contre-la-montre) étapes - 3e du championnat de Colombie sur route espoirs - 2007 - 12e étape du Tour de Colombie - 2008 - Champion du monde sur route espoirs - 2e étape de la Clásica de Anapoima - Prologue du Tour de Colombie espoirs - 2e du Tour de Colombie espoirs - 3e du championnat de Colombie du contre-la-montre - 2009 - 3e étape du Tour de Colombie - Tour des Pyrénées : - Classement général - 2e étape - 6e étape du Clásico RCN - 2010 - 2e étape de la Clásica de Anapoima - 4e étape du Tour des Asturies, - Circuito Montañés : - Classement général - 4e étape - 5e et 12e étapes du Tour de Colombie - 2e de la Clásica de Rionegro - 2e de la Clásica de Anapoima - 2e du Tour des Asturies, - Médaillé de bronze du contre-la-montre aux Jeux sud-américains - 2011 - 3e étape du Tour du Trentin - 2e du Grand Prix de Lugano | - 2012 - Prologue du Tour de Colombie - Coppa Sabatini - 2016 - Clásica de Fusagasugá : - Classement général - 3e étape - Clásica de Marinilla : - Classement général - Prologue, 1re et 2e (contre-la-montre) étapes - 2e de la Vuelta al Tolima - 2e de la Clásica de El Carmen de Viboral - 2017 - Classement général de la Clásica de Marinilla - Clásica de Girardot : - Classement général - Prologue et 4e étape (contre-la-montre) - 2e de la Vuelta al Valle del Cauca - 2e de la Clásica de Anapoima - 2018 - 2e du Tour de la communauté de Madrid - 2019 - Vuelta a Cundinamarca : - Classement général - 3e étape - Classement général du Tour de Colombie - 1re étape du Tour du lac Qinghai (contre-la-montre par équipes) - 3e du Tour de Chiloé - 2020 - 1re étape du Clásico RCN (contre-la-montre par équipes) - 2021 - 4e étape de la Vuelta a Antioquia - Clásico RCN - Classement général - 1re étape (contre-la-montre par équipes) et 9e étapes - 2022 - Tour de Colombie : - Classement général - 5e étape - 7e étape du Clásico RCN - 2023 - Prologue du Tour de Colombie |  |

## Classements mondiaux
| Année                                 | 2006 | 2007 | 2008 | 2009 | 2010 | 2011 | 2012 | 2013  | 2014 | 2015 | 2016  | 2017  | 2018 | 2019  | 2020 | 2021  | 2022 | 2023  | 2024  |
| ------------------------------------- | ---- | ---- | ---- | ---- | ---- | ---- | ---- | ----- | ---- | ---- | ----- | ----- | ---- | ----- | ---- | ----- | ---- | ----- | ----- |
| Classement mondial                    |      |      |      |      |      |      |      |       |      |      | 1548e | 2840e | 690e | 1435e | nc   | 2339e | 919e | 2422e | 2523e |
| UCI Europe Tour                       | nc   | nc   | nc   | 309e | 86e  | 106e | 108e | 1134e | 251e | 611e | nc    | nc    | 473e |       |      |       |      |       |       |
| UCI America Tour                      | 16e  | 218e | 18e  | 164e | nc   | nc   | 53e  | nc    | nc   | nc   | 211e  | 454e  | 330e | 206e  | nc   | 395e  | 98e  | nc    | nc    |
|                                       |      |      |      |      |      |      |      |       |      |      |       |       |      |       |      |       |      |       |       |
| Légende : nc = non classéSource : UCI |      |      |      |      |      |      |      |       |      |      |       |       |      |       |      |       |      |       |       |

## Résultats sur les championnats

### Jeux sud-américains

#### Course en ligne
1 participation.
- 2010 : 4e au classement final[51].

#### Contre-la-montre
1 participation.
- 2010 :  Troisième de l'épreuve.

### Championnats panaméricains

#### Course en ligne
1 participation.
- 2006 : 38e au classement final[52].

#### Contre-la-montre
1 participation.
- 2006 : 14e au classement final[53].

## Résultats sur les grands tours

### Tour d'Italie
3 participations
- 2011 : abandon (8e étape)
- 2013 : 28e
- 2014 : 28e

### Tour d'Espagne
2 participations
- 2011 : 39e
- 2015 : 67e